# Цингст
Цингст (њем. Zingst) општина је у њемачкој савезној држави Мекленбург-Западна Померанија. Једно је од 64 општинска средишта округа Нордфорпомерн. Према процјени из 2010. у општини је живјело 3.203 становника. Посједује регионалну шифру (AGS) 13057096.

## Географски и демографски подаци
Цингст се налази у савезној држави Мекленбург-Западна Померанија у округу Нордфорпомерн. Општина се налази на надморској висини од 2 метра. Површина општине износи 50,3 km². У самом мјесту је, према процјени из 2010. године, живјело 3.203 становника. Просјечна густина становништва износи 64 становника/km².